# Аристид Милетски
Вижте пояснителната страница за други личности с името Аристид.
Аристид Милетски (на гръцки: Ἀριστείδης ὁ Μιλήσιος; на латински: Aristeides) e гръцки писател на късния елинизъм (100 пр.н.е.) през 2 или 1 век пр.н.е.
Пише еротичните разкази Μιλησιακά (Milesiaca, „Милетски истории“) в шест книги, наречени на Милет, мястото, където са се случвали. През древността новелите му са много популярни, особено всред римляните. Преведени са на латински от историка Луций Корнелий Сизена с титлата Milesiaka (Milesiae fabulae, Милетски разкази). По-късно новелите му оказват голямо влияние върху Овидий, Петроний, Апулей.
Той пише и исторически книги, вероятно Sikelika (FGrHist 286) е от него.